# Азо, Анатолий Георгиевич
Анато́лий Гео́ргиевич Азо́ (31 октября 1934 — 25 ноября 2007) — советский и российский актёр театра и кино.

## Биография
Родился 31 октября 1934 года в Ленинграде (ныне — Санкт-Петербург) в семье профессора математики ЛГУ Георгия Петровича Азо. Свою фамилию унаследовал от деда-эстонца, переселившегося в Россию во второй половине XIX века.
Вскоре родители развелись и отец оставил сына у себя. В начале Великой Отечественной войны Азо-старший ушёл в ополчение и погиб. Дальнейшим воспитанием мальчика занималась его тётка, родная сестра отца. Вместе с ней он уехал в эвакуацию.
После окончания войны вернулся в Ленинград и поступил на учёбу в ремесленное училище, которое закончил в 1951 году. Работал токарем на ЛМЗ имени Сталина. Параллельно увлёкся театром и стал играть в народном театре Выборгского Дворца культуры.
С 1953 по 1956 годы Анатолий Азо служил в Советской Армии. Демобилизовавшись, вернулся на завод на прежнее место работы. Добился в своём ремесле отличных результатов и даже был представлен к званию Героя Социалистического Труда.
На одном из спектаклей народного театра Анатолия заметил директор Псковского ОДТ имени А. С. Пушкина и пригласил его в труппу этого театра. Не без колебаний Азо согласился, но, в итоге, не отработал там и сезона. Ещё перед отъездом в Псков он прошёл на «Ленфильме» пробы на главную роль в картину «Завтрашние заботы» (1962 год) и был утверждён. Это и сыграло решающую роль в его решении покинуть театр.
Учился в Ленинградском театральном институте имени А. Н. Островского. Согласно некоторым источникам, окончил его в 1958 году.
После выхода на экраны фильма «Завтрашние заботы» был принят в Ленинградский театр имени Ленинского комсомола. Отыграв там два сезона, в 1966 году перешёл в театр имени Комиссаржевской, но через пять лет покинул и этот коллектив. Актёра неудержимо влекло кино. С 1971 года Азо стал штатным артистом киностудии «Ленфильм» и работал там до начала 1990-х годов.
Его много снимали, и, в основном, в главных ролях, что позволило ему в 1970—1980-е годы стать известным актёром. Основным амплуа Анатолия Азо был социальный герой. Ему много пришлось играть военных, моряков, рабочих, руководящих работников. Хотя сам актёр всегда тяготел к характерным ролям, но сыграть их ему фактически не пришлось.
В свободное от актёрской деятельности время увлекался изготовлением различных фигур из капа. В 1993 году была проведена персональная выставка его работ в рамках фестиваля «Звёзды-93».
В 1990-е годы на смену популярности пришло забвение. Когда ситуация с кинематографом относительно наладилась и стали сниматься фильмы и телесериалы, актёр всё же не смог влиться в новую систему кинопроизводства.
Скончался 25 ноября 2007 года от инсульта. Похоронен в Санкт-Петербурге на Северном кладбище.

## Семья
Дважды был женат. В первом браке был сын Антон (род. 1963), трагически погибший. Со второй женой Еленой Зиновьевной Ставрогиной (род. 1946) прожил до конца жизни.

## Фильмография
1. 1959 — Повесть о молодожёнах — Степан, брат Светы
2. 1962 — Завтрашние заботы — Глеб Вольнов
3. 1963 — Крепостная актриса — гусар (в титрах не указан)
4. 1965 — Как вас теперь называть? — Валерий, он же месье Жак
5. 1965 — Первый посетитель — матрос
6. 1966 — На полпути к Луне — Валера Кирпиченко
7. 1966 — «Циклон» начнётся ночью — Ланге
8. 1968 — День ангела — Назымов
9. 1968 — Красные пески — Сергей
10. 1970 — Взрыв замедленного действия — Александр Родченко
11. 1970 — На пути к Ленину — литовский крестьянин
12. 1970 — Чудный характер — инженер Соколов
13. 1972 — Последний гайдук — Иван
14. 1972 — Плохой хороший человек — Кирилин, пристав (роль озвучил Олег Басилашвили)
15. 1973 — Назначение (ТВ) — Фёдор Петрович Кидин
16. 1974 — Ответная мера — шофёр в тельняшке (эпизод)
17. 1974 — Свет в конце тоннеля — Григорий Мацура
18. 1975 — Надёжный человек (ТВ) — Виктор
19. 1976 — Быть братом (ТВ) — Виктор Коваленко
20. 1976 — Обычный месяц (ТВ) — Сергей Николаевич, первый секретарь горкома КПСС
21. 1976 — Обыкновенная Арктика (ТВ) — Арсений
22. 1976 — Потерянный кров — Локис
23. 1976 — Рядом с тобой (ТВ) — Лобанов
24. 1977 — Первые радости (ТВ) — Пастухов
25. 1978 — Емельян Пугачёв — Григорий Орлов
26. 1979 — Вкус хлеба — Илья Коперник
27. 1979 — Необыкновенное лето (ТВ) — Пастухов
28. 1979 — Поэма о крыльях — А. А. Архангельский
29. 1979 — Человек меняет кожу (ТВ) — Николай Ерёмин
30. 1980 — Испанский вариант — сотрудник советской разведки
31. 1980 — Личной безопасности не гарантирую… — Ковалёв
32. 1980 — Петля Ориона — Николай Кречет (руководитель проекта)
33. 1981 — Великий самоед — Владимир Русанов
34. 1982 — Демидовы — солдат
35. 1983 — Пробуждение — Игнат Васильев
36. 1983 — На перевале не стрелять! — Парамонов, начальник ОГПУ
37. 1984 — Две версии одного столкновения — капитан советского теплохода «Леонид Соболев»
38. 1984 — Столкновение (ТВ) — капитан
39. 1985 — Чокан Валиханов (ТВ) — Гутковский
40. 1989 — Кончина (ТВ) — Зобов
41. 1991 — Действуй, Маня! — шеф мафии
42. 1992 — Удачи вам, господа![источник не указан 1631 день]
43. 1998 — Дух — «Ткач», заключённый / таксист
44. 2003 — Русские страшилки — проводник по зоне
  1. 5-я серия Сиятельные кости
  2. Братец клон | 11-я серия (нет в титрах)
45. 2007 — Морские дьяволы 2 — таксист; эпизод «Китайская ничья» | 9-я серия
46. 2007 — Улицы разбитых фонарей 8 — знакомый Сергея; эпизод «Брачные узы» | 7-я и 8-я серии[источник не указан 1947 дней]